# Au pair
Au pair (о пер) означава домашен помощник чужденец, който работи за семейство – домакин и живее в дома като част от него. Най-често au pair поема дял от грижите за децата в семейството и домашната работа, като получава определена неголяма сума пари. Властите могат да наложат ограничения върху работата на au pair, например възрастта най-често е между късна тийнейджърска до средата или края на 20-те. В Европа, където това понятие се появява au pair те най-често са на непълно работно време, а в останалото време се фокусират върху ученето – например на езика на страната, докато в САЩ за тях е разрешена пълна заетост по грижата за децата.

## Понятието о пер
Френското „au pair“ означава „равен на“ и показва, че се предполага отношението към о пер да е като към равен: той става макар и временно член на семейството.
Понятието о пер се появява след Втората световна война. Преди войната е имало твърде много домашни прислужници грижещи се за децата на хората от висшата и средната класа, но промените в обществените отношения, увеличението на надниците и данъците след войната правят тази система недостъпна за повечето родители от средната класа. В същото време социалните промени увеличават броя на момичетата от средната класа, които имат нужда да се грижат за прехраната си. В същото време тези момичета започват да се стремят към по-високо образование и по-богат опит с културата и езика на чуждата страна.
Поради нежелания етикет „прислужник“, отхвърлян и от хората от работническата класа се налага установяването на тази нова роля. О пер бива третиран по-скоро като член на семейството, а не като прислужник и например не се предполага да носи униформа.
О пер получава определена заплата и лична стая. Обичайната практика е те да се хранят със семейството през повечето време и да се присъединяват към техни разходки и пътувания. В същото време семействата имат и своето лично време, особено вечер. В това време о пер почиват в своята стая, гледат телевизия и се срещат с приятели. Най-често о пер имат и осигурено време за учене (особено на местния език) и стандартен контакт със своите семейства.

## Задължения
От о пер се очаква да извършва комбинация от грижи за деца и леки домашни задължения. Те не отговарят за домашна работа извън разтребването на пространството на децата и това за общо ползване от членовете на семейството. Тяхната работа може да включва:
- събуждане на децата
- завеждане на децата от и до училище
- помощ с домашните им задачи за училище
- игра с децата
- разходка с децата в паркове, игра с други деца и различни дейности
- приготвяне на лека храна за децата
- пране и гладене на дрехите на децата
- оправяне на леглата на децата
- почистване на детската баня